# Hydroporus tokui
Hydroporus tokui är en skalbaggsart som beskrevs av Satô 1985. Hydroporus tokui ingår i släktet Hydroporus och familjen dykare. Inga underarter finns listade i Catalogue of Life.